# Globo (potatura)

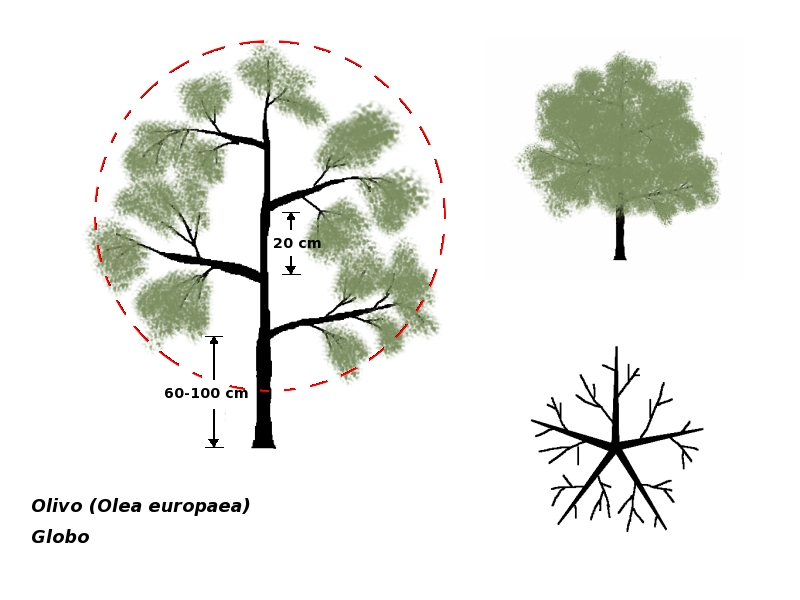
Forma a globo per l'olivo

Il globo è un sistema d'allevamento adottato per l'olivo e gli agrumi.

## Generalità
La finalità principale del globo è quella di formare una chioma chiusa che protegga il fusto e le branche primarie dall'eccessiva insolazione. Lo schema geometrico di questa forma d'allevamento è abbastanza elastico, ma nel complesso il globo s'identifica in una forma irregolarmente sferica con lo sviluppo di branche primarie e secondarie che chiudono completamente lo spazio formando una parete produttiva continua su tutta la circonferenza.

## L'olivo allevato a globo
Questo sistema è adottato spesso nelle zone meridionali dell'areale di coltivazione dell'olivo, soggette ad una forte insolazione. Si tratta di una forma derivata dal vaso classico, ma presenta sostanziali differenze sia nella fase d'allevamento sia in quella di produzione. 
Le branche primarie sono in numero di 3-5, distribuite uniformemente lungo il fusto e adeguatamente distanziate in modo da formare una vegetazione che asseconda meglio il portamento dell'olivo, consentendo una entrata in produzione più precoce. L'altezza della chioma è di 4-5 metri.
La produzione si concentra nella parte esterna della chioma, per via del notevole ombreggiamento all'interno, su una superficie piuttosto ampia perché continua.

### Potatura d'allevamento
La pianta viene fatta crescere indisturbata nei primi anni. Al terzo anno si recide il fusto alla sommità e si effettuano dei tagli di diradamento selezionando le branche primarie. La prima branca s'inserisce a 60-100 cm dal suolo. Le distanze minori si adottano nel caso si preveda la raccolta manuale, quelle maggiori se si prevede la raccolta meccanizzata per mezzo di scuotitrici e sistemi d'intercettazione. 
Le branche primarie sono scelte in modo che s'inseriscano lungo il fusto a circa 20 cm l'una dall'altra e siano orientate uniformemente in tutte le direzioni. Nei tagli si eliminano in particolare i succhioni che hanno un portamento verticale e quelli troppo vicini al punto d'inserzione della branca sul tronco, ma nel complesso gli interventi cesori sono ridotti al minimo indispensabile nei primi anni. 
La pianta assumerà ben presto una forma globosa per effetto della basitonia dell'olivo.

### Potatura di produzione
Gli interventi cesori in fase di produzione hanno lo scopo di rinnovare le branchette di produzione esaurite e di mantenere la forma globosa con tagli di ritorno, soprattutto per contenere la tendenza delle cultivar assurgenti a sfilare verso l'alto nei rami superiori. 
Gli interventi integrativi consistono nel diradamento della ramificazione che si sviluppa all'interno della chioma.

### Criteri di scelta
Il globo è adatto solo per zone ad elevata insolazione. In Italia si riscontrano queste condizioni nel sud, in Sicilia e nella Sardegna meridionale. L'entrata in produzione è abbastanza precoce perché gli interventi cesori in fase d'allevamento sono ridotti al minimo.
Questa forma d'allevamento si presta per l'impianto di oliveti intensivi destinati alla produzione di olive da mensa con la raccolta manuale.
I sesti d'impianto devono essere sufficientemente larghi per evitare che le piante si ombreggino a vicenda compromettendo la fruttificazione nelle parti basse delle chiome. Si adottano pertanto sesti che vanno da un minimo di 6x6 ad un massimo di 8x8. Il limite massimo è derivato dal fatto che il globo è adottato in genere in comprensori irrigui e, quindi, in regime di coltura intensiva.